# Semitische talen

Verspreiding van de Semitische talen.

De Semitische talen vormen een noordoostelijke subfamilie van de Afro-Aziatische talen. De grootste Semitische talen zijn het Arabisch, het Amhaars, het Hebreeuws en het Tigrinya. Ook het Maltees is een Semitische taal.
De naam Semitisch is afgeleid van Sem in de Hebreeuwse Bijbel, een van de zonen van Noach. De term "Semitische taal" komt als zodanig niet in de Thora voor, maar is een term die gebruikt wordt om deze groep talen aan te duiden. Genesis 10 vermeldt dat de zonen van Noach Sem, Cham en Jafet heten. In de 19e eeuw heeft men de taalgroepen willen indelen aan de hand van deze drie zonen. Inmiddels is deze driedeling weer verlaten. Onder de zonen van Sem bevinden zich Asshur en Aram, waarvan de namen voor het Assyrisch en het Aramees afgeleid zijn.
Tot voor kort noemde men de Afrikaanse tak van de Afro-Aziatische talen de 'Hamitische talen', omdat de volkeren van Afrika van Cham af zouden stammen. Thans ziet men in dat deze indeling niet houdbaar is, omdat de talen die in Afrika worden gesproken zo divers zijn dat ze niet tot een enkele groep gereduceerd kunnen worden. In plaats daarvan ziet men tegenwoordig verschillende afdelingen, die elk als een aparte tak moeten worden beschouwd, op gelijke hoogte als de Semitische tak.
Opmerkelijk is overigens dat de Semitische taal Hebreeuws in de Bijbel zelf 'taal van Kanaän' (sefat Kena'an) wordt genoemd. Het Hebreeuws is ook daadwerkelijk, net als het Fenicisch, een taal van de streek Kanaän, maar niet van de stam van Kanaän, want Kanaän stamt volgens Genesis af van Cham, net als Kus en Mitsrajim (Egypte). De taal van het gebied Kanaän is echter toch Semitisch, omdat het gebied van Kanaän volgens het boek Genesis door God beloofd werd aan het nageslacht van Abraham, en Abraham stamt wel af van Sem. Na vele omzwervingen en de uittocht uit Egypte (Exodus), zou de stam van een van de kleinzonen van Abraham, Jakob, die ook Israël wordt genoemd (Genesis 32), het gebied inderdaad in bezit nemen. Zo kwam dus het gebied van Kanaän, een afstammeling van Cham, in handen van afstammelingen van Sem, die hun eigen Semitische taal vernoemden naar het gebied dat ze in handen hadden gekregen: "sefat Kena'an".
Ook het Arabisch behoort tot de Semitische taalfamilie. Zowel volgens de Hebreeuwse Bijbel als de Quran stammen ook de Arabieren af van Abraham en wel via Ismaël.

## Proto-Semitisch
De Semitische talen lijken alle af te stammen van een prototaal. Dit zogenaamde Proto-Semitisch bestaat echter alleen in theorie, gereconstrueerd uit de leden van de Semitische taalfamilie. De typische kenmerken van de Semitische talen, zoals de (werk)woordstammen van drie medeklinkers, zijn waarschijnlijk afkomstig uit het Proto-Semitisch. De oudste vastgelegde Semitische taal is het Akkadisch, dat minstens dateert van 2300 voor Christus.

## Overzicht van talen binnen de taalfamilie

### Oost-Semitische talen
- Akkadisch—uitgestorven
- Eblaïtisch—uitgestorven, is ofwel Oost-Semitisch ofwel Noordwest-Semitisch.

### Centraal-Semitische talen

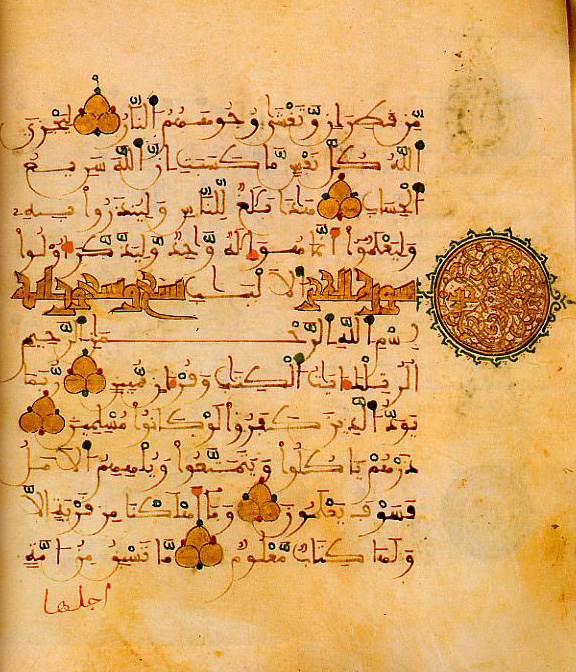
Fragment uit een twaalfde-eeuwse Koran in het Arabisch

#### Noordwest-Semitische talen
- Kanaänitische talen
  - Hebreeuws[3]—Klassiek Hebreeuws is uitgestorven, in de 19de eeuw werd de taal opnieuw tot leven gewekt als Modern Hebreeuws[4] alias Ivriet.
  - Moabitisch—uitgestorven
  - Edomitisch—uitgestorven
  - Ammonitisch—uitgestorven
  - Fenicisch (en het jongere Punisch)—uitgestorven
- Aramees
  - Syrisch
  - Mandees
  - Palmyreens—uitgestorven
  - Nabatees—uitgestorven
- Ugaritisch—uitgestorven
- Amoritisch—uitgestorven

#### Arabische talen
- Arabisch
  - Oud Arabisch—uitgestorven
    - Dedanitisch—uitgestorven
    - Lihyanitisch—uitgestorven
    - Thamudisch—uitgestorven
    - Safaïtisch—uitgestorven

  - Oud Literair Arabisch: oudste inscriptie: 328 na Christus—uitgestorven
  - (Modern) Arabisch + variëteiten en dialecten: vanaf 500
- Maltees

### Zuid-Semitische talen

#### Westelijk
- Ethiopische talen
  - Noorden
    - Ge'ez of Klassiek Ethiopisch—uitgestorven
    - Tigrinya of Tigriñña
    - Tigre

  - Zuiden
    - Transverse
      - Amhaars
      - Argobba
      - Harari
      - Gurage-talen
        - Oost-Gurage-talen
          - Selti
          - Wolane
          - Zway
          - Ulbare
          - Inneqor

        - Outer
          - Soddo
          - Goggot
          - Muher

        - West-Gurage-talen
          - Masqan
          - Ezha
          - Gura
          - Gyeto
          - Ennemor
          - Endegen
- Oud-Zuid-Arabische talen—uitgestorven
  - Sabees—uitgestorven
  - Minees—uitgestorven
  - Qatabaans—uitgestorven
  - Hadramitisch—uitgestorven

#### Oostelijk
- Soqotri
- Mehri
- Jibbali
- Harsusi
- Bathari
- Hobyot

## Gedeelde kenmerken
Deze talen laten allemaal een patroon van woorden bestaande uit drie medeklinkers zien, met klinkerveranderingen, voorvoegsels en achtervoegsel om ze te verbuigen. Bijvoorbeeld in het Hebreeuws:
gdl betekent "groot" geen woordklasse of woord, enkel een stam
gadol betekent "groot" en is een mannelijk bijvoeglijk naamwoord
gdola betekent "groot" (vrouwelijk bijvoeglijk naamwoord)
gadal betekent "hij groeide" (onovergankelijk werkwoord)
giddel betekent "hij doet groeien" (overgankelijk werkwoord)
higdil betekent "hij vergrootte" (overgankelijk werkwoord)
magdelet betekent "vergroter" (lens)
spr is de stam voor "tellen" of "vertellen"
sefer betekent "boek" (bevat verhalen die verteld worden) (' f ' en ' p ' worden in het Hebreeuws door dezelfde letter weergegeven)
sofer betekent "schrijver" (Masoretische schrijvers vertelden verzen) of "hij telt"
mispar betekent "getal".
Vele stammen worden gedeeld door meer dan een Semitische taal. Bijvoorbeeld, de stam ktb, een stam die "schrijven" betekent, bestaat zowel in het Hebreeuws als in het Arabisch ("hij schreef" wordt katav in het Hebreeuws en kataba in Klassiek Arabisch) (ook hier: ' v ' en ' b ' worden door dezelfde letter weergegeven in het Hebreeuws. Vgl. mazel tov en mazzal tob).
De volgende lijst laat een aantal equivalente woorden zien in Semitische talen.
| Akkadisch | Aramees | Arabisch | Hebreeuws | Nederlandse vertaling |
| --------- | ------- | -------- | --------- | --------------------- |
| zikaru    | dikro   | ḏakar    | zåḵår     | mannelijk             |
| maliku    | malko   | malik    | mĕlĕḵ     | koning                |
| imêru     | ḥamaro  | ḥimār    | ḥămōr     | ezel                  |
| erṣetu    | ʔarʿā   | ʔarḍ     | ʔĕrĕṣ     | land, aarde           |

Andere Afro-Aziatische talen laten vergelijkbare patronen zien, maar meestal met stammen bestaande uit slechts twee medeklinkers. In bijvoorbeeld het Kabylisch betekent afeg "vlieg!", terwijl affug "vlucht" betekent, en yufeg "hij vloog".

## Verschillende kenmerken
- Sommige stammen variëren tussen de verschillende Semitische talen. De stam b-y-ḍ betekent bijvoorbeeld zowel "wit" als "ei" in het Arabisch, terwijl het in het Hebreeuws alleen "ei" betekent. De stam l-b-n betekent "melk" in het Arabisch, maar "wit" in het Hebreeuws.
- Vanzelfsprekend is er soms geen relatie tussen de stammen. Bijvoorbeeld, "kennis"' wordt in het Hebreeuws gepresenteerd met de stam y-d-ʿ maar in het Arabisch met de stammen ʿ-r-f en ʿ-l-m.
- De oud-semitische klank [p] bleef behouden in de noordelijke groep, in de zuidelijke groep evolueerde deze klank tot [f].
- In de Noord-Semitische talen worden gezonde meervouden gebruikt, dat wil zeggen dat de structuur van het woord behouden blijft, en dat het meervoud gevormd wordt door het toevoegen van een achtervoegsel. In de Zuid-Semitische talen daarentegen overheersen de gebroken (interne) meervouden. Hierbij verandert de interne klankstructuur van het woord wel bij het vormen van een meervoud, daarom wordt er geen achtervoegsel meer aan toegevoegd.
- De [w] in het Zuid-Semitisch is in het Noord-Semitisch een [y]. Bv.: "jongen": [walad] (Arabisch) en [yeled] (Hebreeuws).